# Bridgetown (ort i Irland)
Bridgetown (iriska: Baile an Droichid) är en ort i republiken Irland.   Den ligger i grevskapet Loch Garman och provinsen Leinster, i den sydöstra delen av landet, 120 km söder om huvudstaden Dublin. Bridgetown ligger 7 meter över havet och antalet invånare är 385.
Terrängen runt Bridgetown är platt. Närmaste större samhälle är Wexford, 13,2 km nordost om Bridgetown. 